# Тайната градина (роман)
Вижте пояснителната страница за други значения на Тайната градина.
„Тайната градина“ (на английски: The Secret Garden) е роман на Франсис Ходжсън Бърнет от 1911 г.
Тази книга е класика в детската литература. Книгата дава израз на вярата в лечебната и мистична сила на природата, като хората, намиращи се в силна връзка с нея, са здрави и силни.

## Сюжет
Внимание:  Текстът по-долу разкрива сюжета на произведението (или части от него)!
В началото на 20-ти век Мери Ленъкс е пренебрегвано и необичано 10-годишно момиче, родено в Британска Индия от богати британски родители, които никога не са я искали и са положили усилия да игнорират момичето. За нея се грижат предимно местни слуги, които ѝ позволяват да стане разглезена, взискателна и егоцентрична. След като епидемията от холера убива родителите на Мери, малкото оцелели слуги бягат от къщата без Мери.
Тя е открита от британски войници, които я поверяват на временната грижа на английски духовник, чиито деца се подиграват с нея, наричайки я „господарката Мери, точно обратното“. Скоро тя е изпратена в Англия да живее с чичо си Арчибалд Крейвън, за когото се жени сестрата на баща ѝ, Лилиас. Той живее в Норт Йорк Мурс в голяма селска къща в Англия, Misselthwaite Manor. Когато е придружена до Миселтуейт от икономката г-жа Медлок, тя открива, че Лилиас Крейвън е мъртва и че г-н Крейвън е гърбав (затова Арчибалд си мисли че синът му е гърбав също по наследство).
Отначало Мери е кисела и груба, както винаги. Тя не харесва новия си дом, хората, живеещи в него, и най-вече мрачното блато, на което седи. С течение на времето тя се сприятелява със слугинята си Марта Соуърби, която разказва на Мери за Лилия, която прекарва часове в частна градина със стени, отглеждайки рози. Лилиас Крейвън починала след инцидент в градината преди десет години и съкрушеният Арчибалд заключил градината и заровил ключа.
Мери се старае да открие тайната градина и лошите ѝ нрави започват да се смекчават. Скоро тя се наслаждава на компанията на Марта, градинаря Бен Уедърстаф и дружелюбния Робин Редбръст. Нейното здраве и отношение се подобряват с чистия йоркширски въздух и тя става по-силна, докато изследва градините на имението. Мери се чуди за тайната градина и за мистериозните писъци, които се чуват в къщата през нощта.
Докато Мери търси градината, една червеношийка привлича вниманието ѝ към зона с разровена почва. Тук Мери намира ключа към заключената градина и накрая открива вратата към градината. Тя иска от Марта градински инструменти, които Марта изпраща с Дикон, своя 12-годишен брат, който прекарва по-голямата част от времето си навън. Мери и Дикон се харесват един на друг, тъй като Диккън обича животните и има добро естество. С нетърпение да усвои нови знания за градинарството, Мери му разказва за тайната градина.
Една нощ Мери чува писъците още веднъж и решава да ги последва през къщата. Тя се стресва, когато намира момче на нейната възраст на име Колин, което живее в скрита спалня. Скоро тя открива, че те са братовчеди, Колин е син на Арчибалд, и че той страда от неуточнен гръбначен проблем, който му пречи да ходи и го кара да прекарва цялото си време в леглото. Той, подобно на Мери, е станал разглезен, взискателен и егоцентричен, като слугите се подчиняват на всяка негова прищявка, за да предотвратят плашещите истерични пристъпи, в които Колин понякога влиза. Мери го посещава всеки ден тази седмица, отвличайки го от неприятностите му с истории за блатото, Дикон и неговите животни и тайната градина. Мери най-накрая признава, че има достъп до тайната градина и Колин иска да я види. Колин е настанен в инвалидната си количка и изведен навън в тайната градина. За първи път той е на открито от няколко години.
Докато са в градината, децата вдигат очи и виждат Бен Уедърстаф да гледа през стената на стълба. Стреснат да намери децата в тайната градина, той признава, че е вярвал, че Колин е „инвалид“. Ядосан, че го наричат „инвалид“, Колин се изправя от стола си и установява, че краката му са добре, макар и слаби от продължителното им неизползване. Скоро Колин и Мери прекарват почти всеки ден в градината, понякога с Дикон като компания. Децата и Бен правят заговор, за да запазят възстановяването на здравето на Колин в тайна от другия персонал, за да изненадат баща му, който пътува в чужбина.

Тъй като здравето на Колин се подобрява, баща му изпитва също така повишено настроение, което завършва със сън, в който покойната му съпруга му се обажда от градината. Когато получава писмо от г-жа Соуърби, той използва възможността най-накрая да се върне у дома. Той обикаля външната градинска стена в памет на жена си, но чува гласове вътре, намира вратата отключена и е шокиран да види градината в пълен разцвет, а синът му е здрав, току-що спечелил състезание срещу Мери Ленъкс. Децата му разказват историята, а слугите гледат зашеметени, докато Арчибалд и Колин вървят заедно към имението заедно.